# Andrzej Kardasz
Andrzej Kardasz (ur. 6 stycznia 1949 w Zgorzelcu) – polski ekonomista, dr hab. nauk ekonomicznych, profesor nadzwyczajny Wyższej Szkoły Zarządzania i Bankowości w Poznaniu Filii we Wrocławiu i Instytutu Rachunkowości Wydziału Zarządzania, Informatyki i Finansów Uniwersytetu Ekonomicznego we Wrocławiu.

## Życiorys
W 1971 ukończył studia w Wyższej Szkole Ekonomicznej we Wrocławiu. W 1975 obronił pracę doktorską, 26 kwietnia 1993 habilitował się na podstawie dorobku naukowego i pracy zatytułowanej Rachunek wyników i jego funkcjonowanie w podmiocie gospodarczym. Został zatrudniony na stanowisku profesora w Instytucie Rachunkowości na Wydziale Zarządzania, Informatyki i Finansów Akademii Ekonomicznej im. Oskara Langego we Wrocławiu.
Objął funkcję profesora nadzwyczajnego w  Wyższej Szkole Zarządzania i Bankowości w Poznaniu Filii we Wrocławiu, a także Instytutu Rachunkowości Wydziału Zarządzania, Informatyki i Finansów Uniwersytetu Ekonomicznego we Wrocławiu.
Zatrudnił się w Sopockiej Szkole Wyższej.

## Publikacje
- 1998: Gmina - przedsiębiorstwo ciepłownicze - rynek ciepła[1]
- 2001: Efektywność ekonomiczna wytwarzania ciepła z różnych paliw[1]
- 2001: Koszty zużycia CNG w ocenie skutków wymiany taboru autobusowej komunikacji miejskiej[1]
- 2001: Wyznaczniki taniej energii elektrycznej - wybrane aspekty[1]
- 2009: Rozwój sieci CNG jako czynnik kreowania popytu[1]